# Цистерна
Цистерна (от латински: cisterna – „кутия“) е водоустойчив съд за съхранение на течности, обикновено вода. В класическия смисъл, цистерните често се строят за улавяне и съхранение на дъждовна вода. Отличават се от водните кладенци по водоустойчивите си облицовки. В съвременен смисъл, цистерните представляват различни съдове за транспортиране и съхранение на различни течни или други вещества. По принцип модерните цистерни се правят от метал и имат форма близка до цилиндрична. Те могат да варират по капацитет от няколко литра до хиляди кубични метри. Най-често влизат в композицията на влакове или камиони за превоз на течности или газове.

## Произход
Водоустойчиви цистерни от гипс в подовете на къщи се срещат в неолитните села на Леванта и към края на четвъртото хилядолетие пр. н.е. цистерните вече са жизненоважни елементи на възникващите техники за управление на водите в селскостопанските общества, намиращи се в сухи области.
През Средновековието в Европа често се строят цистерни в замъци на хълмове, особено такива, в които не могат да се прокопаят достатъчно дълбоки кладенци. Използват се два типа: резервоарна цистерна и филтърна цистерна. При филтърните цистерни водата преминава през пясъчен филтър и се събира в цистерната. Филтърът пречиства дъждовната вода и я снабдява с минерали.

## Съвременна употреба
В днешно време цистерните се срещат най-често в райони, където водата е оскъдна, тъй като е рядка или е изчерпана, поради прекомерна употреба. Исторически, водата се използва за най-различни цели, включително готвене, напояване и миене. В България под името щерна се разбира измазан или водоустойчив резервоар до къща, свързан с улуците за дъждовна вода, която се използва за миене на коса, тъй като е мека, неваровита. Съвременните цистерни най-често се използват само за напояване, поради загриженост относно качеството на водата. Днешните цистерни също могат да бъдат снабдявани с филтри или други методи за пречистване на водата, когато водата е предвидена за пиене. Нерядко се случва цистерната да е открита, така че да улавя дъжд. В този случай е важно системата да не оставя водата отворена за водорасли или комари, които се привличат от водата и потенциално пренасят болести.
Някои цистерни се разполагат на покривите на къщите или на земя, по-висока от къщата, предоставяйки течаща вода на домакинството. Често те се захранват не от дъждовна вода, а от кладенци с електрически помпи или се пълнят ръчно от камион. Например, често срещани в Бразилия са цистерните, изградени от бетонни стени с подобен бетонен покрив (с дебелина от около 5 cm) и с част, която може да се премахне за зареждане на вода и да се постави обратно, за да се предотврати падането на боклук или насекоми във водата. Съвременните цистерни се произвеждат от пластмаса. Тези цистерни се различават от водните резервоари по това, че те не са напълно затворени и запечатани, а по-скоро имат капак, направен от същия материал като цистерната, който може да се премахне от потребителя.
За да има запас от чиста вода, цистерната трябва да бъде поддържана чиста. Важно е да бъде инспектирана редовно, да се държи добре затворени и от време на време да се изпразва и почиства с подходящ хлорен разтвор, след което да се изплакне добре. Водата от кладенец трябва да се изследва за замърсители, идващи от извора в земята. Към водата в градски условия се добавя 1 ppm (част на милион) хлор, за да се поддържа чиста и в много случаи може да бъде поръчана да се достави директно при цистерната чрез камион. Ако възникне съмнение относно качеството на водния запас по което и да е време, тогава водата от цистерната не бива да се използва за пиене или готвене. Ако е с приемливо качество, тогава тя може да се използва за чистене и миене с подходящите хигиенни методи. Водата с неприемливо качество за такава употреба все още може да се използва за напояване.
Много парници разчитат на цистерни, за да могат да се справят водните си нужди, особено в САЩ. Много държави като Япония, Германия и Испания предлагат финансови поощрения или кредити за инсталирането на цистерни. Цистерни могат да бъдат използвани и за съхранение на вода за пожарогасенев райони, където има недостатъчен воден запад. Например, под улиците на Сан Франциско са разположени цистерни за пожарогасене в случай, че основният воден запас е нарушен. В множество равнинни области се поощрява използването на цистерни, които да абсорбират излишната дъждовна вода, която иначе би препълнила канализацията или дренажните системи.
В някои държави от Югоизточна Азия, като например Малайзия и Индонезия, душ се взима чрез изливане на вода върху тялото с черпак. Много бани, дори и в съвременни къщи, се построяват с малка цистерна, която да съхранява вода за къпане по този начин.

## Тоалетни цистерни
Съвременната тоалетна използва цистерна, за да съхранява точно определено количество вода, което е нужно, за да се измие тоалетната чиния. При по-ранните тоалетни цистерната се намира високо над тоалетната чиния и е свързана с нея чрез дълга тръба. При тях е нужно да се издърпа висяща връв, която е свързана с освобождаваща клапа, намираща се в цистерната, за да се измие тоалетната. При съвременните тоалетни цистерната е монтирана директно върху тоалетната чиния и няма свързваща тръба. При тях механизмът за измиване (лост или бутон) се монтира на самата цистерна. Срещат се и тоалетни, при които цистерната се вгражда в стената зад тоалетната.